# Artaphernes (vader)
Artaphernes was een Perzische satraap van de satrapie (provincie) Sardis, in Klein-Azië. Hij was broer van Darius I en was dus lid van de koninklijke familie, de Achaemeniden.
In 499 v.Chr. brak er in zijn satrapie de Ionische Opstand uit, die de provincie vijf jaar lang zou lamleggen. De Grieken die er woonden, Ioniërs, wilden de Perzische hegemonie van zich afwerpen en werden daarbij door verscheidene Griekse stadstaten goed geholpen, vooral door Athene. Op een gegeven moment namen de opstandige Ioniërs zelfs de hoofdstad van de satrapie, Sardes, in en Artaphernes moest de hulp inroepen van zijn broer, Darius I, de koning van Perzië. De Ionische Opstand eindigde met de Zeeslag bij Kaap Lade, en zowel Darius als Artaphernes vonden dat Athene moest worden gestraft. 
Artaphernes legde de verslagen Ionische steden strenge wetten op en stelde de tributen in die ze jaarlijks zouden moeten betalen, maar nam geen deel aan de veldtocht tegen de Grieken, aangezien hij in 492 v.Chr. zijn satraapfunctie verloor.